# ۲٬۴-دی‌تیاپنتان
۲٬۴-دی‌تیاپنتان (به انگلیسی: 2,4-Dithiapentane) یک ترکیب شیمیایی با شناسه پاب‌کم ۱۵۳۸۰ است. شکل ظاهری این ترکیب، مایع است.